# Silandro
Silandro (Schlanders in tedesco, Schlånders in dialetto sudtirolese, pronunciato [ˈʃlɔndərs], Solaneres in romancio, Sulaneres in ladino) è un comune italiano di 6 424 abitanti della provincia autonoma di Bolzano in Trentino-Alto Adige.
Capoluogo della Comunità comprensoriale della Val Venosta, è inoltre un comune di mercato.

## Geografia fisica

### Territorio
Silandro è situato in val Venosta, sulla riva sinistra dell'Adige, e dista circa 32 km da Merano e 60 da Bolzano.
Il paese si trova ai piedi del monte Sole, sul conoide di deiezione del rio di Silandro (che si situa fra Lasa e Corzes sul fianco sinistro orografica della vallata), e costituisce il centro geografico della val Venosta.
Il comune comprende all'estremo settentrione le vette dell'Ötztal e confina a meridione con l'imboccatura della val Martello.

### Clima
In base alla media trentennale di riferimento (1961-1990) presso la stazione meteorologica di Silandro, la temperatura media del mese più freddo, gennaio, si attesta a +0,2 °C; quella del mese più caldo, luglio, è di +19,3 °C.
Le precipitazioni medie annue sono inferiori ai 500 mm, mediamente distribuite in 71 giorni, con un accentuato minimo invernale, stagione in cui si verificano generalmente a carattere nevoso, ed un moderato picco in estate, stagione in cui possono verificarsi frequenti temporali per il contrasto di diverse masse d'aria, favorito dalla vicinanza della catena alpina.

## Origini del nome
Il toponimo è attestato per la prima volta nel 1077 come Slanderes e nel 1101 come Schlandere (termine di origine indoeuropea). L'attuale Schlanders appare per la prima volta nel 1518. Il nome contiene la radice Sal, che significa "pascolo", ad indicare che anticamente era circondata da umidi prati. Nel 1923 il toponimo fu italianizzato in "Silandro".

## Storia

### Preistoria

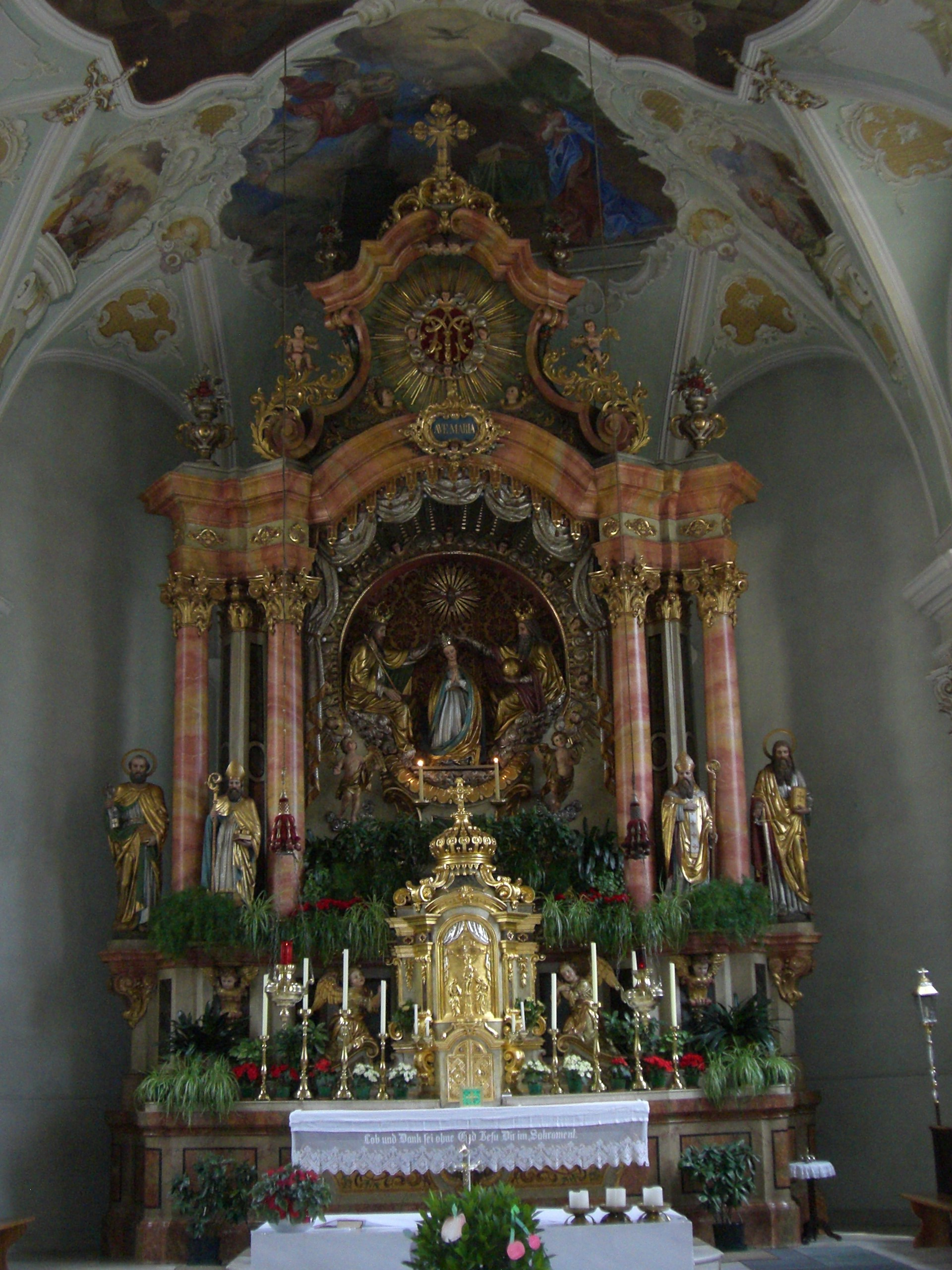
Altare della chiesa parrocchiale di Silandro

Nel Neolitico (3500 a.C.), ritrovamenti archeologici testimoniamo la presenza nella zona di Silandro di pastori e cacciatori nomadi. Nel 3200 a.C. probabilmente la situazione corrispondeva a quella dell'area di insediamento di Ötzi.

### Epoca Romana
Al periodo compreso tra il 600 ed il 300 a.C. risalgono un'ascia e una falce rinvenute sul monte Sole di Silandro e si sono trovati i primi indizi di insediamenti umani stanziali legati all'agricoltura. L'arrivo della civiltà romana vide un territorio popolato principalmente sulle alture del monte Sole visto che il fondovalle era largamente paludoso. Il primo insediamento sul conoide di deiezione formato dal rio Silandro ebbe il nome di Slaranusa (cioè al fiume dei salici, in celtico). Questa radice etimologica si ritrova anche dopo l'insediamento di tribù germaniche, che trasformò il toponimo in Slanderes.
Nel 15 a.C. il settore alpino fu conquistato dai romani. I figliastri di Augusto, Druso e Tiberio, soggiogarono la stirpe dei Venostes, popolazione autoctona della val Venosta e circa nel 40 d.C. fu costruita la Via Claudia Augusta (strada commerciale e militare che parte dal mare Adriatico, risale la val Venosta e finisce ad Augusta), presso il Vindelicum Augusta. Non è accertato il luogo dove la via toccava Silandro, ma i reperti archeologici (perlopiù monete) fanno supporre che essa transitasse sulla parte sinistra della vallata. Silandro in quel periodo faceva parte della provincia Rezia.
Una certa importanza sembra aver avuto la frazione di Covelano (Göflan) perché scavi archeologici hanno trovato resti di una chiesa risalente alla primissima epoca di cristianizzazione delle vallate alpine. Ancora nel tardo Medioevo la parrocchia di Covelano si estendeva fino in val Senales e nell'Ötztal (quest'ultima oggi parzialmente in territorio austriaco).

### Medioevo
Verso la fine del VII secolo la zona cadde sotto il dominio dei bavari. Al 700 circa risalgono i resti di un'abitazione trovata in località St. Georg sul monte Sole.
Attorno al 1077 è il primo uso del toponimo («… praedium quoddam nomine Slanderes…»), in un documento con cui l'imperatore Enrico IV di Franconia dona al vescovo di Bressanone Altwin possedimenti nella zona. Erano i tempi della lotta per le investiture tra il papa e l'imperatore e con la donazione l'imperatore si assicurava che la zona fosse controllata da uomini di sua fiducia. Nel 1100 circa a Silandro e dintorni dominano i signori di Montalban (i signori di Schlandersberg sono loro discendenti collaterali).
Nel 1148 il patrimonio di Silandro divenne proprietà del conte di Morit-Greifenstein poi, in seguito ad un baratto, passò al conte Ulrich III di Tarasp.
La parrocchia di Silandro viene menzionata per la prima volta nel 1170.
Attorno al 1200 esistevano due centri che influenzavano la zona: uno attorno alla parrocchia principale ed uno attorno alla chiesa di Sant'Ingenuino, inizialmente di proprietà del vescovo di Bressanone.
Nel 1235 Federico II di Svevia donò la chiesa di Silandro all'Ordine teutonico (probabilmente in precedenza questa era in possesso di potenti aristocratici germanici, i Welfen, i Guelfi). Unitamente alla chiesa, l'ordine cavalleresco si impadronì anche di varie fattorie attorno a Silandro e stabilì un controllo sulla vita economica e religiosa locale destinato a durare per secoli.
Nel 1290 i signori di Schlandersberg abbandonano la loro residenza a Juval, vicino al torrente Schlandraun, e si spostano nel fortino di Schlandersberg, sul monte Sole e nel 1305 Ordine Teutonico fondò la commenda di Silandro.
I libri di commercio della commenda di Silandro testimoniano che nel 1334 l'Ordine era operante con operazioni economiche legate alle proprietà.
Nel 1355 vi fu la prima nomina documentata della corte di giustizia di Silandro, presieduta dal giudice Egno di Slanders e nel 1386 Peter von Schlandersberg cadde nella battaglia di Sempach combattendo contro gli svizzeri.
Nel 1400 circa si svilupparono due nuovi centri abitati attorno alle torri di Oris e di Behaim.
Nel 1496 Massimiliano I d'Asburgo comprò una casa da tale Sebastian Sennauer, abitante del posto, e la trasformò nella sede della corte di giustizia di Silandro.
Tre anni dopo si ebbe la guerra in Engadina. Gli svizzeri a Glorenza vinsero la battaglia della Calva e incendiarono alcuni paesi della val Venosta, tra questi anche Silandro.

### Dal 1500 al 1800
Nel 1505 vi fu la riconsacrazione della parrocchia di Santa Maria Assunta. La costruzione tardogotica venne realizzata sotto la guida del capomastro Oswald Furter di Laces e presenta un campanile cuspidato alto 92 metri (la torre più alta dell'Alto Adige).
Nel 1525 si ebbe la guerra dei contadini tedeschi ed anche i contadini di Silandro si ribellarono contro l'autorità. Pochi anni dopo l'anabattista Georg Blaurock sostò a Silandro e fece proseliti. Nel 1556 Silandro divenne centro del movimento anabattista e Hans Pürchner divenne priore di un nutrito gruppo affiliato, e per questo venne perseguitato. Nel 1561 un altro anabattista, Balthasar Dosser, venne imprigionato a Silandro poi deportato e giustiziato a Innsbruck.
Nel 1590 circa aprì una prima scuola ove si insegnava a leggere, scrivere e contare. Nel 1600 i conti Hendl edificarono il castello di Silandro.
Nel 1635 arrivò la peste, che a Silandro e dintorni fece 1600 vittime. Nel 1643 fu costruito il monastero dei Cappuccini, e un anno dopo anche un ospizio. Nel 1652 costruzione del palazzo Heydorf e nel 1695 i conti Hendl edificarono il palazzo Schlanderegg. Nel 1703 i Tiroler Schützen si mobilitarono contro l'invasione dei bavaresi.
Nel 1720 fu ristrutturato il palazzo Plawenn, allora noto come Friedenthurn. Nel 1731 si ebbe l'esondazione del torrente Schlandraun: trenta edifici vennero distrutti o danneggiati gravemente. L'anno seguente vennero ripristinati gli argini del torrente che venne contemporaneamente deviato in un nuovo alveo.
Nel 1755 si estinse il ramo maschile della dinastia Schlandersberg.
Nel 1759 fu ristrutturata in stile barocco della parrocchia di Silandro e il pittore Joseph Mölck ne affrescò l'interno.
Nel 1796, durante la prima invasione francese, gli Schützen di Silandro si mobilitarono per la difesa del confine. Tre anni dopo, durante la seconda guerra di coalizione, ancora una volta gli Schützen di Silandro presero parte ai combattimenti pregando il Sacro Cuore di Gesù perché proteggesse le loro terre.

### Dal XIX secolo alla fine della prima guerra mondiale
Nel 1804 venne fondata la banda musicale cittadina.
Silandro, nel 1805, in quanto parte del Tirolo, venne annesso alla Baviera.
Nel 1809 Martin Teimer proclamò la rivolta contro il presidio bavarese-francese. Il professor Matthias Purtscher divenne aiutante del comandante in capo Andreas Hofer. Joseph Daney, parroco del paese, si unì alle rivolte distaccandosi però dal comando della ribellione.
Nel 1811 l'ordine teutonico venne espulso da Silandro per ordine dei bavaresi e la commenda divenne sede della corte di giustizia reale bavarese di seconda classe. Un anno dopo Silandro divenne sede di decanato.
Nel 1825 si ebbe l'unificazione dei distretti giudiziari di Silandro e Castelbello e nel 1826 venne istituito il tribunale.
Nel 1859 l'area divenne zona di confine con il Regno di Sardegna e questo costrinse Silandro a dotarsi di una guarnigione. Nel 1860 la commenda tedesca divenne sede della canonica e la corte di giustizia venne trasferita nel castello di Silandro.
Nel 1860 nacque il coro maschile e nel 1873 venne fondata la prima cassa di risparmio comunale.
Nel 1875 venne fondato il gruppo dei vigili del fuoco volontari di Silandro e pochi anni dopo vi venne dislocata una compagnia di Kaiserjäger.
Nel 1901, in seguito all'esonero decretato da Francesco Giuseppe I d'Austria, Silandro divenne sede dell'unità amministrativa Bezirkshauptmannschaftassumendo così il ruolo di centro politico e amministrativo della val Venosta.
Nel 1906 venne inaugurata la ferrovia della Val Venosta. La frutticoltura assunse una grande importanza nell'economia locale e Silandro venne elevata al rango di borgata.
Nel 1915, con l'entrata in guerra italiana, 1050 Schützen di Silandro combatterono alla frontiera dell'Ortles e nel 1918, dopo l'armistizio della prima guerra mondiale, le truppe italiane entrarono nel paese. Nel 1919 Silandro fu annesso con l'intera regione al Regno d'Italia

### Dal primo dopoguerra

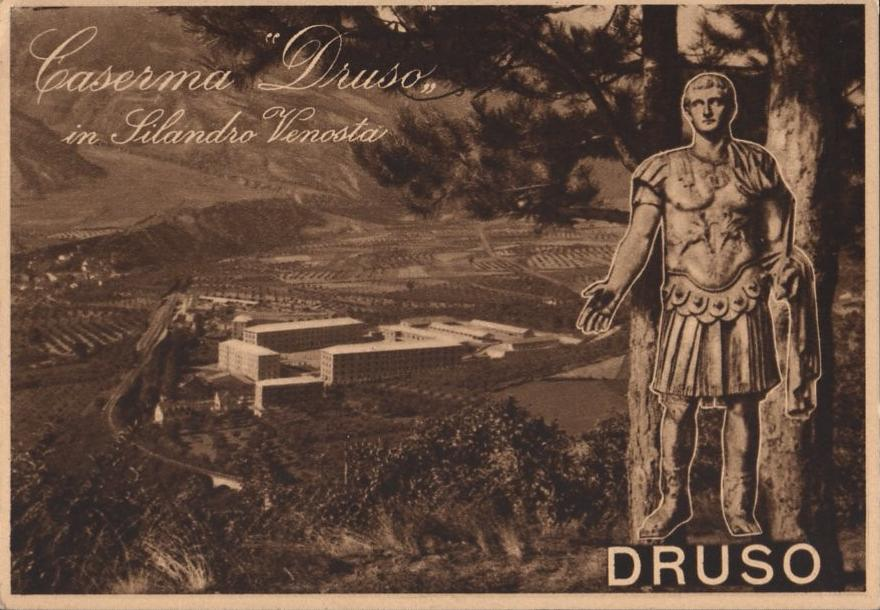
Una cartolina degli anni trenta raffigurante la caserma Druso in costruzione.

Nel periodo fascista, dal 1923, Silandro divenne una sottoprefettura e nel 1928 sede comunale. Il territorio, oltre al centro principale, comprese anche le frazioni di Corzes, Govelano, Monte Tramontana, monte Sole e Vezzano. Il comune ricevette un proprio stemma. Vi risiedevano 4 000 abitanti.
Nel 1936 fu costruita la caserma Druso. Nel 1939, nel momento delle opzioni in Alto Adige, su 3 333 abitanti tedeschi, 3.155 (94,9 %) scelsero di emigrare in Germania e solo 178 optarono per l'Italia accettando l'assimilazione culturale.
Con la fine della guerra, nel 1946, nacque la cooperativa frutticola GEOS (che diventerà la più grande dell'Alto Adige). Nel 1958 fu costruito l'ospedale ed il primo direttore sanitario fu il dottor Hans von Elzenbaum. Fu fondata anche l'associazione dei volontari donatori di sangue val Venosta.
Nel 1962 divenne sede della comunità comprensoriale della val Venosta. Tra il 1966 ed il 1967 furono costruite le due scuole superiori: un istituto tecnico commerciale e un ginnasio. Nel 1996 inaugurazione della zona pedonale e del centro culturale Karl Schönherr.
Nel 2008 l'intero comune contava 5 932 abitanti. Nel centro principale risiedevano 3 445 persone.

### Simboli
Lo stemma raffigura, su uno sfondo d'azzurro, tre gheroni d'argento moventi dal fianco sinistro. Esso era il simbolo dei signori di Schlandersberg, che risiedettero dal 1200 al 1771 nel castel Schlandersberg, dominante il centro abitato. Lo stemma fu rilevato dal comune di Silandro nel 1928 e riconosciuto con decreto del capo del governo.

## Monumenti e luoghi d'interesse

### Architetture religiose
- Chiesa di Santa Maria Assunta, parrocchiale a Silandro.
- Chiesa della Natività di San Giovanni Battista, parrocchiale nella frazione di Corzes.

### Architetture militari
A Silandro ancora oggi si trovano due castelli: il Schlandersburg e il Schlandersberg.
Nel 1924 fu edificata la caserma "Giovanni Cecchin", la prima del genere in Alto Adige dopo l'annessione all'Italia. In questa caserma alloggiarono alpini e artiglieri. Negli anni 1935-1937 tuttavia Benito Mussolini ritenne fosse necessario aumentare le forze armate dislocate nelle zone di frontiera, pertanto ordinò la costruzione della nuova caserma "Druso".
A Silandro esisteva un'altra caserma, risalente al periodo austro-ungarico, nei pressi dell'incrocio con la strada statale e la via della stazione. Dopo l'annessione all'Italia l'edificio della caserma in un primo momento ospitò i Carabinieri, per poi essere riattata ed accogliere un asilo, una scuola in lingua italiana e una scuola di musica.

#### Caserma Druso
La caserma Druso fu costruita nel 1936 e inaugurata nel 1937 alla presenza del principe ereditario Umberto. Qui, nel secondo dopoguerra, fu posto di stanza il Gruppo artiglieria da montagna "Bergamo", armato con cannoni 105/14. Dopo la sua dismissione nel 1995, la caserma venne riattata per alcuni anni in alloggio per profughi e poi in sede della sezione locale dell'ANA.
Nell'ottobre del 2015 la provincia di Bolzano ha acquistato i circa quattro ettari della caserma Druso. La provincia a sua volta svenderà al comune venostano per l'ampliamento delle scuole confinanti con la caserma.

## Società

### Ripartizione linguistica
La sua popolazione è in maggioranza germanofona:
| Ripartizione linguistica | 1971   | 1981   | 1991   | 2001   | 2011   | 2024   |
| ------------------------ | ------ | ------ | ------ | ------ | ------ | ------ |
| Madrelingua italiana     | 7,91%  | 5,04%  | 6,51%  | 5,81%  | 5,19%  | 6,42%  |
| Madrelingua tedesca      | 92,01% | 94,86% | 93,32% | 94,02% | 94,66% | 93,54% |
| Madrelingua ladina       | 0,09%  | 0,11%  | 0,17%  | 0,17%  | 0,14%  | 0,04%  |

### Evoluzione demografica
Abitanti censiti

## Cultura e tradizioni
La vita culturale di Silandro è fortemente modellata dalle tradizioni provenienti dal passato della vita rurale e storica, che ha contribuito allo sviluppo e all'orientamento di Silandro per una società aperta al progresso. Inoltre anche i turisti, che cercano il rilassamento a Silandro e paesi limitrofi da circa 50 anni, hanno contribuito alla mentalità internazionale della popolazione residente.

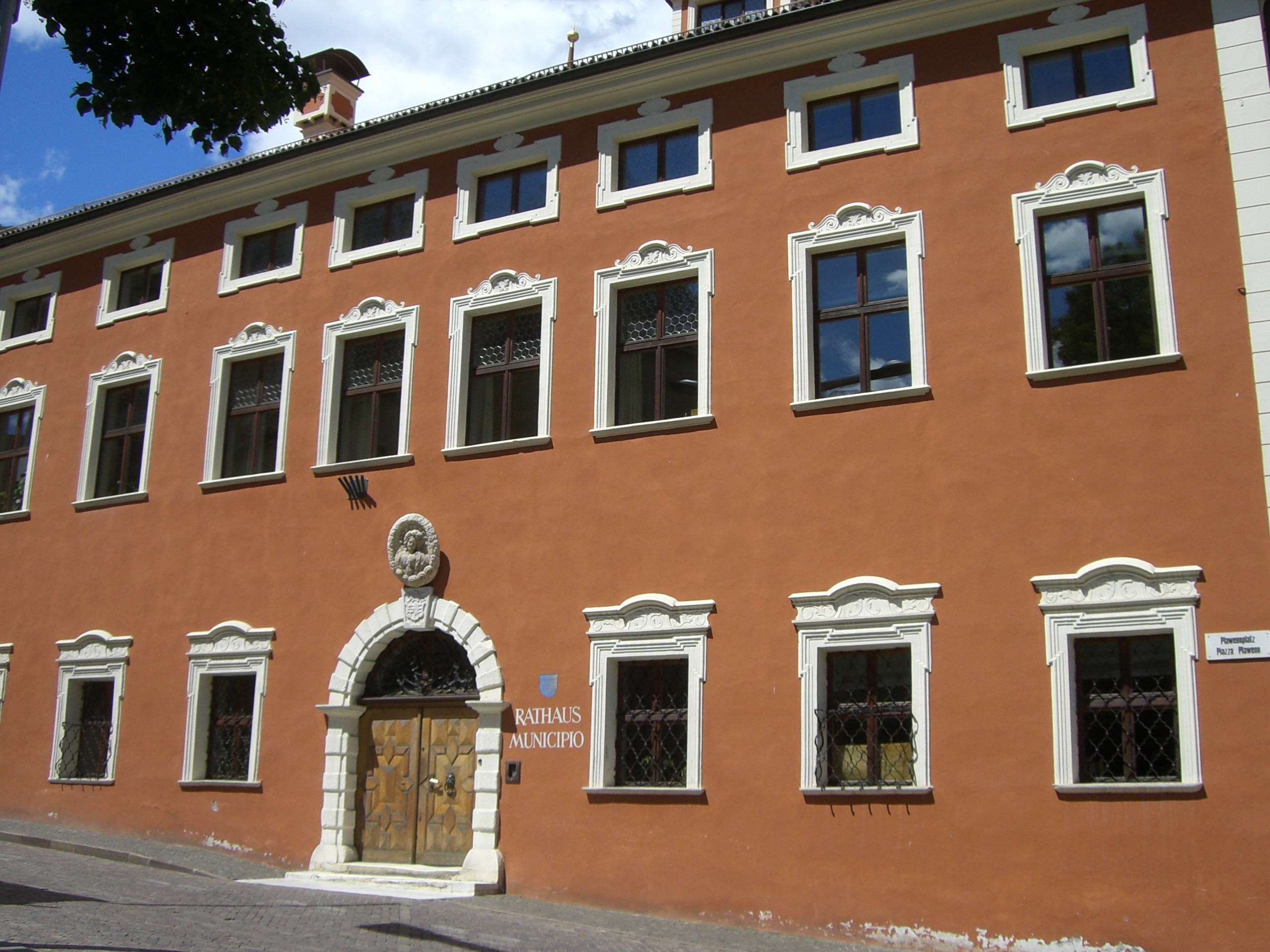
Municipio di Silandro

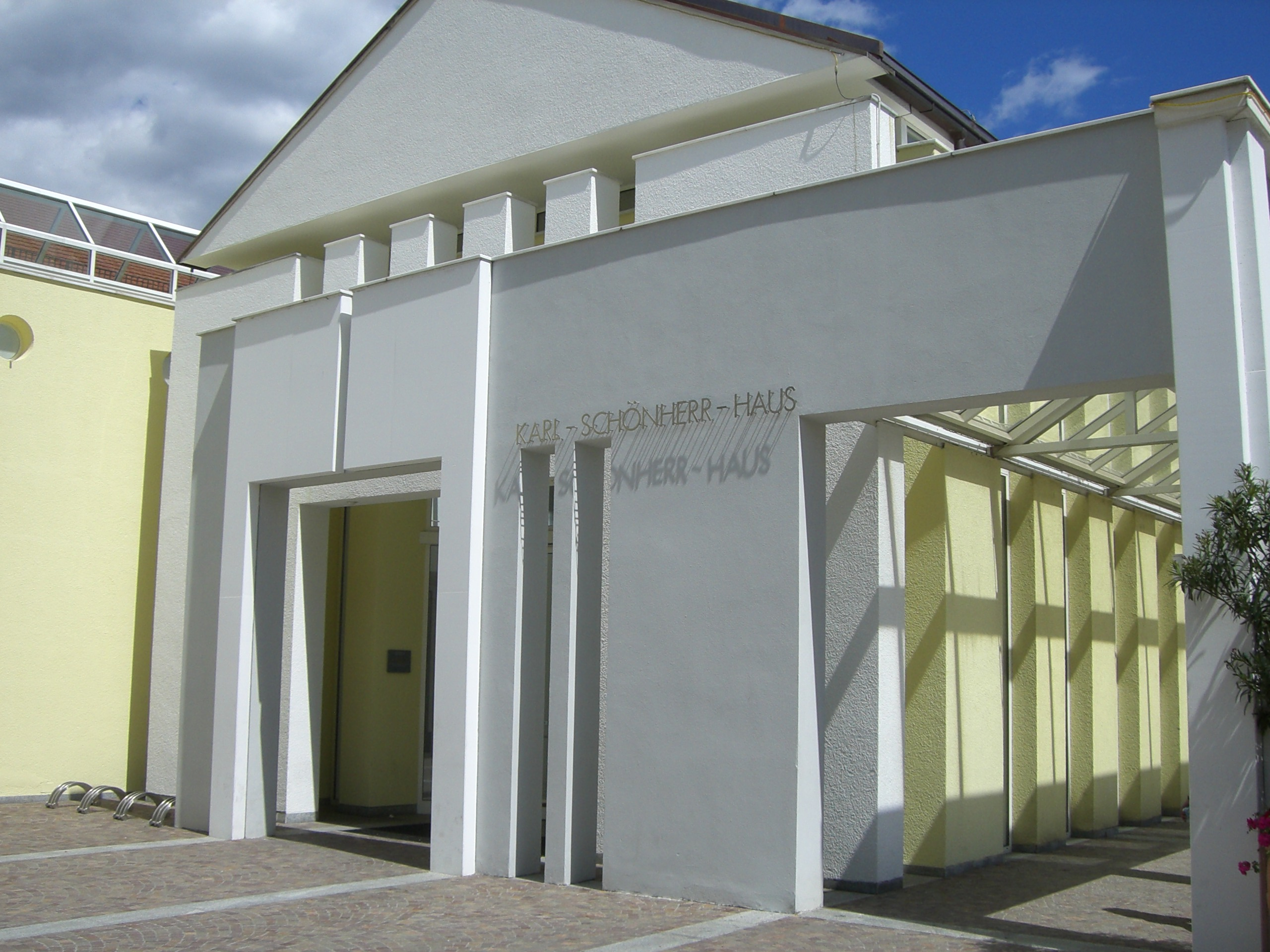
Casa culturale "Karl Schönherr" di Silandro

### Sternsingen
Nei giorni antecedenti il 6 gennaio (solennità dell'Epifania e dei Re Magi) è usanza che gli Sternsinger ("cantori della stella") girino di casa in casa per portare il messaggio di pace di Gesù Cristo e cantare delle canzoni. Contestualmente raccolgono soldi per progetti sociali nel terzo mondo. Prima di concludere la visita in una casa, essi tracciano con il gesso le tre lettere C + M + B (che sono le iniziali della frase latina Christus mansionem benedicat, ovvero Cristo benedica questa casa) sullo stipite della porta.

### Carnevale
Il giorno di martedì grasso nel centro di Silandro si tiene il corteo delle maschere di carnevale, che passa attraverso il centro del paese, animato dai circoli culturali locali.

### Scheibenschlagen
Una delle usanze più antiche è lo Scheibenschlagen: nella prima domenica di Quaresima dell‘anno, diversi dischi di betulla o pino silvestre vengono trasportati su un versante esposto delle montagne circostanti. Al calare del sole i dischi vengono infilzati su bastoni di nocciolo, incendiati e lanciati giù per la montagna, tra varie grida e litanie. Scopo di questa usanza è "cacciare" l'inverno.

### Palmesel
Nella domenica delle palme è uso che gli abitanti si sveglino di buon ora; l'ultimo a farlo viene schernito e chiamato Palmesel (ovvero asino delle palme).

### Herz Jesu
Nel 1796 i tirolesi promisero, in vista del pericolo francese sotto Napoleone, di affidare la loro patria a Gesù e di onorarlo ogni anno in cambio della salvezza. Il capitano Andreas Hofer e i suoi luogotenenti rinnovarono questa promessa prima della battaglia del Bergisel contro i francesi, avvenuta la prima domenica dopo la solennità del Corpus Domini (la cosiddetta Domenica del cuore di Gesù). Tale battaglia fu vinta dai tirolesi, che consacrarono tale domenica come un giorno di festa.
Per ricordare l'evento, ogni anno vengono accesi i monumentali Herz-Jesu-Feuer in cima alle montagne (nel caso di Silandro sul Nördersberg e sul monte Sole).

### Il corteo di San Martino
Il giorno di San Martino, al calare del sole, i bambini dell'asilo, accompagnati dalle maestre, fanno un giro per il paese con delle lanterne alla mano. Questa usanza serve a ricordare San Martino, che divise il suo mantello con un povero.

### Festa di San Nicola e corsa dei Krampus
Il 5 dicembre è denominato "giorno del diavolo" (Tuifltog). Al pomeriggio fino a 100 partecipanti corrono per le vie del borgo divisi in gruppi, mascherati da diavoli ossia Krampus e imbrattati di lordura puzzolente; i costumi sono fatti di lana o di pelle, mentre le maschere sono di legno. Il frastuono è accentuato dal campanaccio da mucca che ogni Krampus porta addosso. 
Al termine della corsa, un figurante vestito da San Nicola gira di casa in casa accompagnato da un paio di Krampus, per portare regali ai bambini.

### Turmblasen
Dopo la messa di mezzanotte, il 24 dicembre, a Silandro è tradizione che un paio di trombettisti suonino delle canzoni di Natale in cima al campanile della chiesa.

### Böllern
Prima di certi giorni festivi si possono udire a Silandro dei colpi di cannone: sono sparati a salve dagli Schützen, allo scopo di preannunciare il giorno di festa.

### Schützen
Gli Schützen (le armate popolari di difesa tirolesi) sono presenti a Silandro da 5 secoli. Durante il fascismo le riunioni di Schützen furono vietate e le compagnie (sia pure ormai prive del compito di difesa che era loro avocato) si ricostituirono nel secondo dopoguerra. La loro attività si è pertanto riorientata verso la tutela delle tradizioni storiche e delle usanze sudtirolesi.

## Economia

### Agricoltura
Silandro e i dintorni sono massicciamente dediti all‘agricoltura con un occhio di riguardo per la frutticoltura. Nel 1946 i contadini si sono federati nella cooperativa frutticola GEOS, una delle più grandi società d'Europa nel settore.
Nel 1855 la frutticoltura non aveva grande importanza: contava di più la viticoltura e la cerealicoltura. Solo a partire dal 1860 ebbe inizio l'espansione della frutticoltura, indotta dal calo dei prezzi dei cereali, dall'espansione della piccola proprietà contadina e anche dalle migliorate tecniche di coltivazione dei campi. Secondo i dati del 1896 la superficie coltivata nella frazione comunale Corzes ammontava a 20 ettari e quella di Silandro a 16, compresi pure i giardini privati. Alla mostra di frutta e verdura del 1908 erano state esposte 83 specie differenti di mela e pera.
La vendita di frutta e verdura, in origine, era affidata a trasportatori stipendiati, che la trasportavano tramite carri trainati da cavalli. L'apertura della stazione di Silandro e delle strade carrozzabili semplificò quindi velocizzò decisamente il trasporto. Dal 1960 circa quasi tutta la superficie coltivabile è occupata da frutta.
Sul territorio comunale gli allevatori operano nella tradizionale attività di allevamento delle razze suine e bovine autoctone, che forniscono la carne per la preparazione di würstel nell'azienda Recla.

### Servizi
Silandro è il punto di riferimento della Val Venosta per molti servizi essenziali. L'ospedale, il distretto sanitario, i tre medici di famiglia, la centrale della Croce Bianca assicurano un efficiente servizio sanitario. Gli anziani vengono ospitati nell'ospizio "Nikolaus von der Flüe". 
Vi si trovano anche vari istituti scolastici, che coprono tutta la scuola dell'obbligo.

### Casa per la cultura "Karl Schönherr"
La casa per la cultura "Karl Schönherr" è il centro culturale del comune di Silandro. Possiede una sala cine-teatrale con un palco di grandi dimensioni, una sala per conferenze, stanze per mostre, circoli, aree ricreative, uffici, appartamenti e un'autorimessa sotterranea.

### Artigianato
Fino al XIX secolo l'artigianato locale era strettamente connesso all'agricoltura. Dato che i contadini desideravano rendersi autonomi dai proprietari terrieri, iniziarono a dedicarsi all'artigianato per incrementare i propri introiti e guadagnarsi una migliore condizione.
Le zone artigianali di Silandro si trovano nelle frazioni di Vezzano e Corzes.

### Commercio
Nel XIX e XX secolo a Silandro il commercio e le attività di mercato rivestivano scarsa importanza per l'economia locale. Nell'anno 1930 esistevano 29 esercizi di commercio all'ingrosso e al dettaglio, che non crebbero di numero negli anni successivi. Solo dopo la seconda guerra mondiale si registrò una crescita vivace del settore commerciale, che ha portato Silandro a essere il comune venostano con il maggior numero di esercizi commerciali al dettaglio.

## Amministrazione
| Periodo  | Periodo | Primo cittadino  | Partito | Carica  | Note |
| -------- | ------- | ---------------- | ------- | ------- | ---- |
| nel 1969 |         | Jakob Lechthaler |         | Sindaco |      |
| 1980     | 1995    | Heinrich Kofler  | SVP     | Sindaco |      |
| 2005     | 2010    | Johann Wallnöfer | SVP     | Sindaco |      |
| 2010     |         | Dieter Pinggera  | SVP     | Sindaco |      |

### Gemellaggi
- Oberreitnau
- Böhl-Iggelheim